# Flora Australiensis

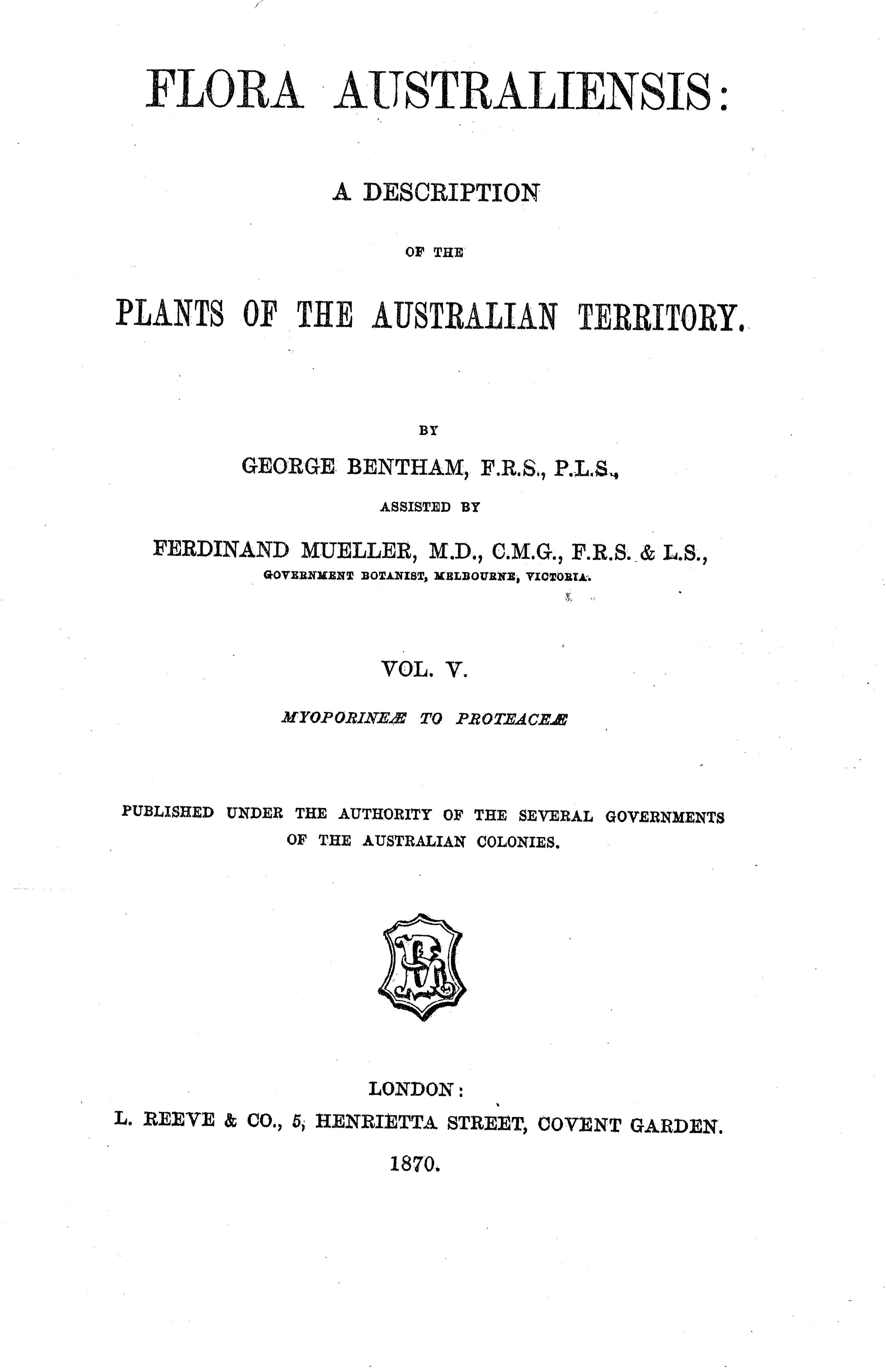
Couverture du cinquième volume de la Flora Australiensis.

Flora Australiensis: a description of the plants of the Australian Territory, souvent cité sous le nom de Flora Australiensis ou sous l’abréviation Fl. Austral., est une flore d’Australie en sept volumes publiée de 1863 à 1878 par George Bentham (1800-1884) avec l’aide de Ferdinand von Mueller (1825-1896).
Bentham prépare cet ouvrage aux Jardins botaniques royaux de Kew, Mueller, l’un des premiers et plus importants botanistes systématiciens d’Australie, lui ayant prêté l’intégralité de l’herbier de Victoria (National Herbarium of Victoria). Mueller avait été découragé de préparer lui-même cette flore par Bentham et par Sir Joseph Dalton Hooker (1817-1911) car les collections historiques les plus importantes se trouvaient dans des herbiers européens et ne lui étaient donc pas accessibles. Mueller finira cependant par écrire sa propre flore, Systematic Census of Australian Plants, publiée en 1882, qui est une extension de l’ouvrage de Bentham : la flore de Mueller comprend la description de nouvelles espèces et la révision de certains points de la classification.
Flora Australiensis sera l’ouvrage de référence de base pour l’étude de la flore australienne durant près d’un siècle. James Hamlyn Willis (1910-1995) écrit en 1988 que « la Flora Australiensis demeure l’ouvrage définitif sur les végétaux vasculaires d’un continent entier ». Selon Nancy Tyson Burbidge (1912-1977), « il représente un prodigieux effort intellectuel jamais égalé ».
Flora Australiensis sert de base à la constitution de toutes les flores régionales publiées durant le XIXe siècle : tous les États d’Australie (à l’exception de l’Australie-Occidentale) posséderont leur propre flore tirée, en grande partie, de cet ouvrage.